# كأس رابطة الأندية الإنجليزية المحترفة 2015–16
كأس رابطة الأندية الإنجليزية المحترفة 2015–16 (بالإنجليزية: 2015–16 Football League Cup)‏ هو الموسم 56 من  كأس رابطة الأندية الإنجليزية المحترفة. أشرف على تنظيمه دوري كرة القدم الإنجليزي، وكان عدد الأندية المشاركة فيه  92، وفاز فيه مانشستر سيتي.